# Jos Staatsen
Adrianus Albertus Martinus Franciscus (Jos) Staatsen (Utrecht, 30 januari 1943 - Haarlem, 19 januari 2006) was een Nederlands politicus, ambtenaar en bestuurder van onder meer de KNVB.
Na het behalen van het gymnasium B-diploma studeerde hij Nederlands Recht aan de Universiteit Utrecht (kandidaats) en later ook aan de Rijksuniversiteit Groningen waar hij in 1966 zijn meestertitel behaalde.
Van 1968 tot 1972 was Staatsen aan laatstgenoemde universiteit werkzaam als wetenschappelijk medewerker staats- en bestuursrecht. Voor D66 was hij van 1970 tot 1972 eveneens lid van de gemeenteraad van Groningen, de twee jaar daarop ook als wethouder.
Van 1974 tot 1985 was Jos Staatsen in diverse functies werkzaam bij diverse ministeries. Eerst bij het ministerie van Volksgezondheid en Milieuhygiëne, onder meer als plaatsvervangend directeur-generaal voor de Milieuhygiëne. Daarna als directeur-generaal Binnenlands Bestuur bij het Ministerie van Binnenlandse Zaken.
Van politieke kleur gewisseld - hij was halverwege de jaren zeventig lid van de PvdA geworden - was hij vervolgens van 1985 tot 1991 burgemeester van Groningen. Dat burgemeesterschap werd geen groot succes. Hij had veel conflicten met de wethouders, onder meer over de kleur van de dienstauto. Omdat de kleur van de huisstijl van de gemeente Groningen rood was, vonden de wethouders dat ook de burgemeester in een rode dienstauto moest rijden. Staatsen weigerde dat. Ook waren er in die tijd grote rellen met de kraakbeweging in Groningen. In 1990 werd onder meer het complex van Wolters-Noordhoff ontruimd, waarbij alle 139 krakers de cel in werden gegooid, omdat ze een criminele organisatie zouden vormen. De krakers werden echter in hoger beroep vrijgesproken.
Na deze ambtelijke en politieke periode richtte Staatsen zich op het bedrijfsleven, waar hij diverse bestuurlijke functies bekleedde. Zo werd hij in 1991 lid van de directie en partner van BCG Interim Management.V. (tegenwoordig Boer & Croon Executive Managers B.V. geheten). In 1996 werd hij directievoorzitter van Boer & Croon Process Managers en vanaf 1 januari 2001 bestuursvoorzitter van Boer & Croon Strategy and Management Group. Na zijn aftreden als bestuursvoorzitter bleef hij nog enige tijd als senior counsel aan deze organisatie verbonden.
Daarnaast bekleedde hij van 1993 tot 1997 de functie van voorzitter van het sectiebestuur betaald voetbal van de KNVB. In die laatste hoedanigheid probeerde hij tevergeefs Johan Cruijff aan te trekken als bondscoach voor het WK voetbal in 1994 in de Verenigde Staten. Verder was hij nauw betrokken bij het opzetten van de sportzender Sport 7 in 1996. Die kondigde hij aan met de woorden: "We gaan iets nieuws doen, iets dat nog niet eerder in Nederland is vertoond. We gaan een sportkanaal beginnen." Sport 7 zou een betaalzender worden, maar vanwege grote verliezen werd deze zender na enige tijd weer van de kabel gehaald. Dit leidde tot het vertrek van Staatsen als voorzitter van het sectiebestuur betaald voetbal van de KNVB. Een aantal jaren later begaf hij zich echter weer in de sportwereld, toen hij in 2002 interim-bestuurder bij de voetbalclub NAC in Breda werd.
Na zijn KNVB-tijd vervulde hij nog allerlei andere bestuursfuncties, zoals die van voorzitter van het Verbond van Verzekeraars. Ook was hij onder meer voorzitter van het bestuur van de Stichting Nederlands Philharmonisch Orkest, lid van de Raad van Advies van de Vereniging voor Overheidsmanagement, voorzitter van het bestuur van de Stichting Zeesleepboot Holland, lid van de Raad van Advies van SOS Kinderdorpen en voorzitter van de Commissie Conglomeraatvorming Pensioenfondsen. Voorts was hij lid van het College van Alumni van de Rijksuniversiteit Groningen, waarvan hij enige tijd voorzitter was. Tevens was hij lid van het Algemeen Bestuur van het Ubbo Emmius Fonds.
Jos Staatsen overleed op bijna 63-jarige leeftijd aan de gevolgen van kanker.
- Gemeinsame Normdatei: 172382874
- International Standard Name Identifier: 0000 0001 3893 5547
- Nederlandse Thesaurus van Auteursnamen: 075068699
- Virtual International Authority File: 193091994
- WorldCat: E39PBJhH49PYVkpfWJHj7bQDv3